# Lées-Athas
Lées-Athas ist eine französische Gemeinde mit 232 Einwohnern (Stand 1. Januar 2022) im Département Pyrénées-Atlantiques in der Region Nouvelle-Aquitaine (vor 2016: Aquitanien). Sie gehört zum Arrondissement Oloron-Sainte-Marie und zum Kanton Oloron-Sainte-Marie-1 (bis 2015: Kanton Accous).
Die Bewohner werden Lésans oder Lésannes genannt.

## Geographie
Lées-Athas liegt ca. 30 km südlich von Oloron-Sainte-Marie im Aspetal in der historischen Provinz Béarn. Die Gemeinde grenzt im Westen an die Autonome Gemeinschaft Navarra im Norden Spaniens.
Die höchste Erhebung im Gebiet der Gemeinde ist der Pic d’Anie (2504 m).
Umgeben wird der Ort von den Nachbargemeinden:
|        | Osse-en-Aspe                                | Bedous |
| Arette | Kompassrose, die auf Nachbargemeinden zeigt | Accous |
|        | Lescun                                      |        |

Lées-Athas liegt im Einzugsgebiet des Flusses Adour.
Der Gave d’Aspe, der beim Zusammenfluss mit dem Gave d’Ossau weiter flussabwärts gemeinsam den Gave d’Oloron bildet, strömt durch das Gemeindegebiet mit seinen Nebenflüssen Ruisseau de Copen und Malugar, ebenso wie der Ruisseau l’Aidy, ein Zufluss des Gave de Lourdios, und der Lauga, ein Zufluss des Gave de Lescun.

## Geschichte
Hügelgräber an der Flanke der Steilhänge zum Pic Oueillarisse und zum Pic Eygarri im Süden des Gemeindegebiets bezeugen eine frühe Besiedelung des Landstrichs. Bei der Volkszählung im Béarn im Jahr 1385 wurden in Lées 29 Haushalte verzeichnet und vermerkt, dass der Ort zur Bailliage des Archidiakonats von Aspe gehörte. Die Gemeinde besaß ein Laienkloster, Vasall des Vicomtes von Béarn. Bis zum 18. Jahrhundert hat sich die Gemeinde wenig entwickelt und erfuhr andererseits Wechselfälle. Eine Pestepidemie herrschte zwischen 1652 und 1656 und tötete zwanzig Menschen in zwei Monaten des Jahres 1654. Im 18. Jahrhundert wurde die Entwicklung der Gemeinde durch den Bau eines königlichen Marinehafens im heutigen Ortsteil Athas unterstützt, der es erlaubte, geschlagenes Holz bis nach Bayonne auf dem Wasserweg zu transportieren. Das Holz wurde von den Bergen bis zum Hafen von Ochsen gezogen und zwischen März und Juli, der Zeit des Hochwassers, auf die Flöße verladen. Bis zu 300 Flöße verkehrten jährlich auf dem Gave.
Die ehemaligen Gemeinden Lées und Athas haben sich bei der Neuordnung der Territorien zu Beginn der Französischen Revolution zwischen 1790 und 1794 zur Gemeinde Lées-Athas zusammengeschlossen.
Toponyme und Erwähnungen von Lées waren:
- Léès (1215, Kopialbuch des Bischofs von Oloron),
- Leet (1449, Vorschriften des Obersten Gerichtshofs des Béarn),
- Les (1538, Manuskriptsammlung des 16. bis 18. Jahrhunderts),
- Sancta-Maria de Lées (1603, Veröffentlichungen des Bistums Oloron),
- Lees (1750, Karte von Cassini),
- Léez (1793, Notice Communale),
- Lées (1801, Bulletin des lois) und
- Léès (1863, Dictionnaire topographique du département des Basses-Pyrénées).[4][7][6]

Toponyme und Erwähnungen von Athas waren:
- Atas (1250, for d’Aspe, Manuskript des 14. Jahrhunderts),
- Sanctus Felix d’Atas und Sent Phelip d’Ataas (1608, Veröffentlichungen des Bistums Oloron),
- Atas (1750, Karte von Cassini),
- Attaas (1793, Notice Communale) und
- Athas (1863, Dictionnaire topographique du département des Basses-Pyrénées).[4][7][8]

### Einwohnerentwicklung
Nach einem Höchststand der Einwohnerzahl von rund 950 in der ersten Hälfte des 19. Jahrhunderts reduzierte sich die Zahl bei kurzen Erholungsphasen bis zu den 1980er Jahren auf rund 240 Einwohner, bevor ein moderates Wachstum auf ein Niveau von rund 290 Einwohnern einsetzte, das bis heute gehalten wird.
| Jahr      | 1962 | 1968 | 1975 | 1982 | 1990 | 1999 | 2006 | 2009 | 2022 |
| --------- | ---- | ---- | ---- | ---- | ---- | ---- | ---- | ---- | ---- |
| Einwohner | 348  | 312  | 278  | 243  | 241  | 264  | 292  | 291  | 232  |

## Sehenswürdigkeiten

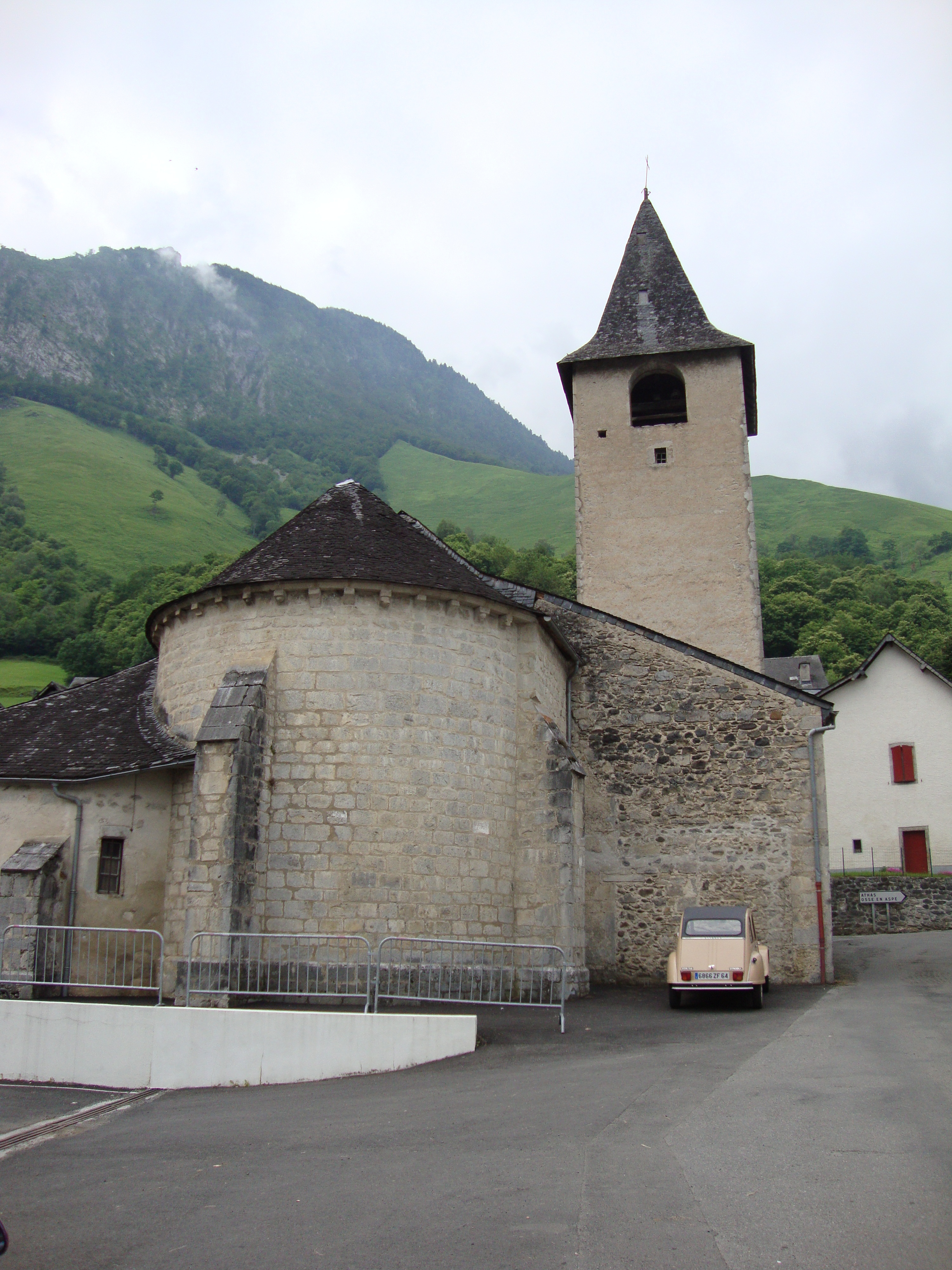
Pfarrkirche Notre-Dame in Lées

- Pfarrkirche in Lées, gewidmet Maria, der Mutter Jesu Christi. Von der ursprünglichen, einfachen Kirche aus dem 12. Jahrhundert sind durch Umbauarbeiten im Laufe der Jahrhunderte nur noch die Apsis mit einem Kesselgewölbe und einige ihrer verzierten Konsolen übrig geblieben. Im 15. Jahrhundert ist als auffälliges architektonisches Element ein Fenster mit einem Kielbogen im südlichen Seitenschiff hinzugefügt worden. Ein Brand im Jahre 1569 verwüstete das Gotteshaus, das im 18. Jahrhundert restauriert wurde. Das Eingangsportal unter dem Vorbau datiert aus dem Jahre 1790. Der 3 m hohe Eingangsbereich ist mit Blöcken aus Marmor aus Campan ausgestaltet, der sich durch leuchtende rote und grüne Farben auszeichnet. Ein Christusmonogramm ist in einer Wand eingraviert. Das gewöhnlich enthaltene stilisierte Chi („X“) fehlt an dieser Stelle, es sei denn, man interpretiert entsprechend das Kreuz aus dem Rho („P“) und einem Querstrich. Im unteren Bereich umwickelt ein „S“ für „Salvator“ (deutsch Retter) das „P“ zum Zeichen der Rettung der Menschheit durch die Kreuzigung Jesu Christi. Als Begleitmotiv werden zusätzlich die Zeichen für Alpha und Omega dargestellt, ein Symbol für das Umfassende, für Gott als Anfang und Ende. Oberhalb des Marmors sind die Wände des Vorbaus mit Kalkstein, Sandstein und Ophit errichtet, die Apsis hingegen aus gestockten Werksteinen aus Kalkstein aus Arudy.[10][11][12]

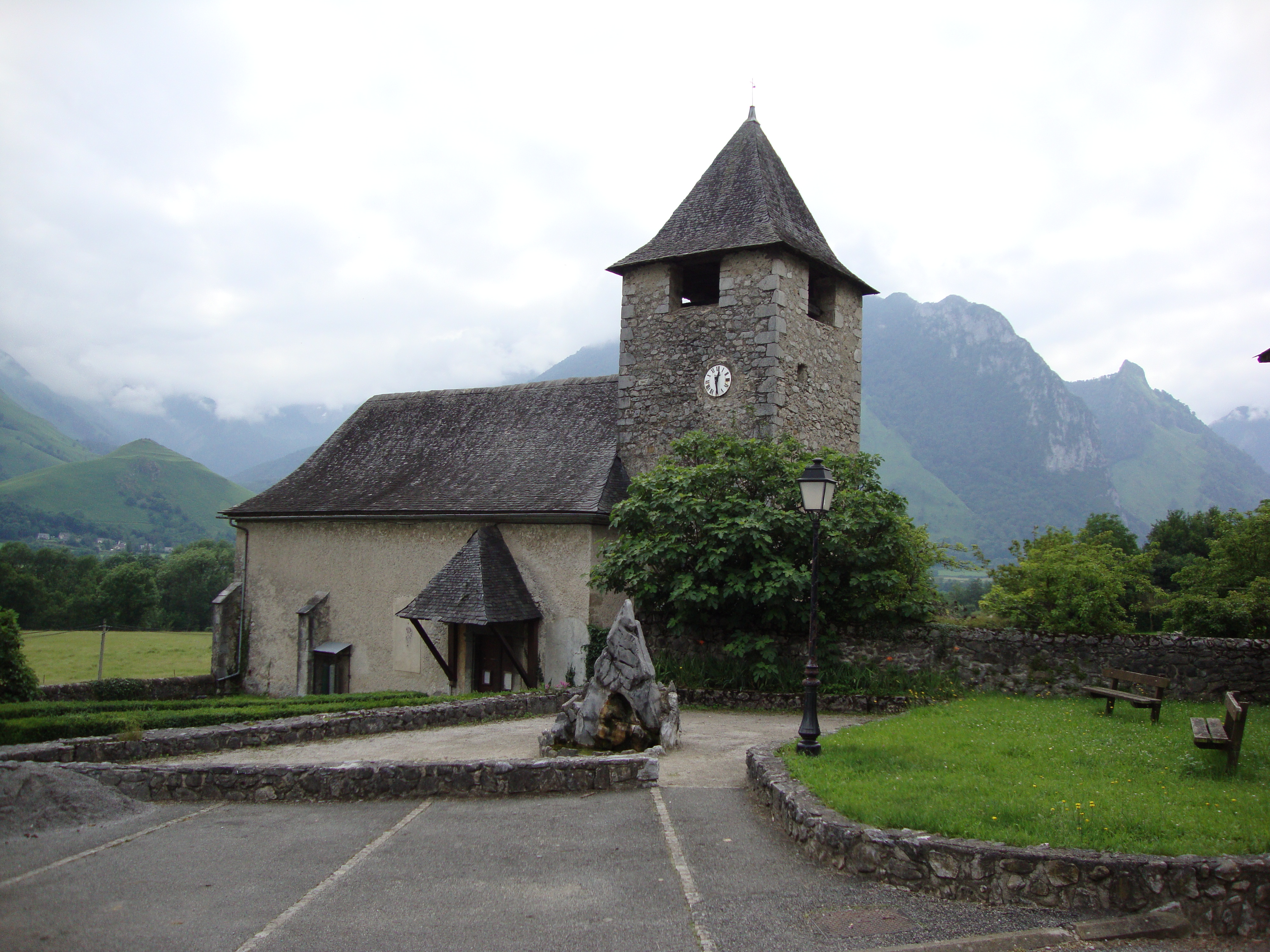
Pfarrkirche Saint-Félix in Athas

- Pfarrkirche in Athas. Die einschiffige Kirche datiert aus dem Ende des 15. Jahrhunderts oder Beginn des 16. Jahrhunderts. Ebenso wie die Pfarrkirche in Lées wurde sie 1569 in Brand gesteckt, allerdings bereits im 17. Jahrhundert wieder aufgebaut und im 19. Jahrhundert restauriert.[13]

## Wirtschaft und Infrastruktur

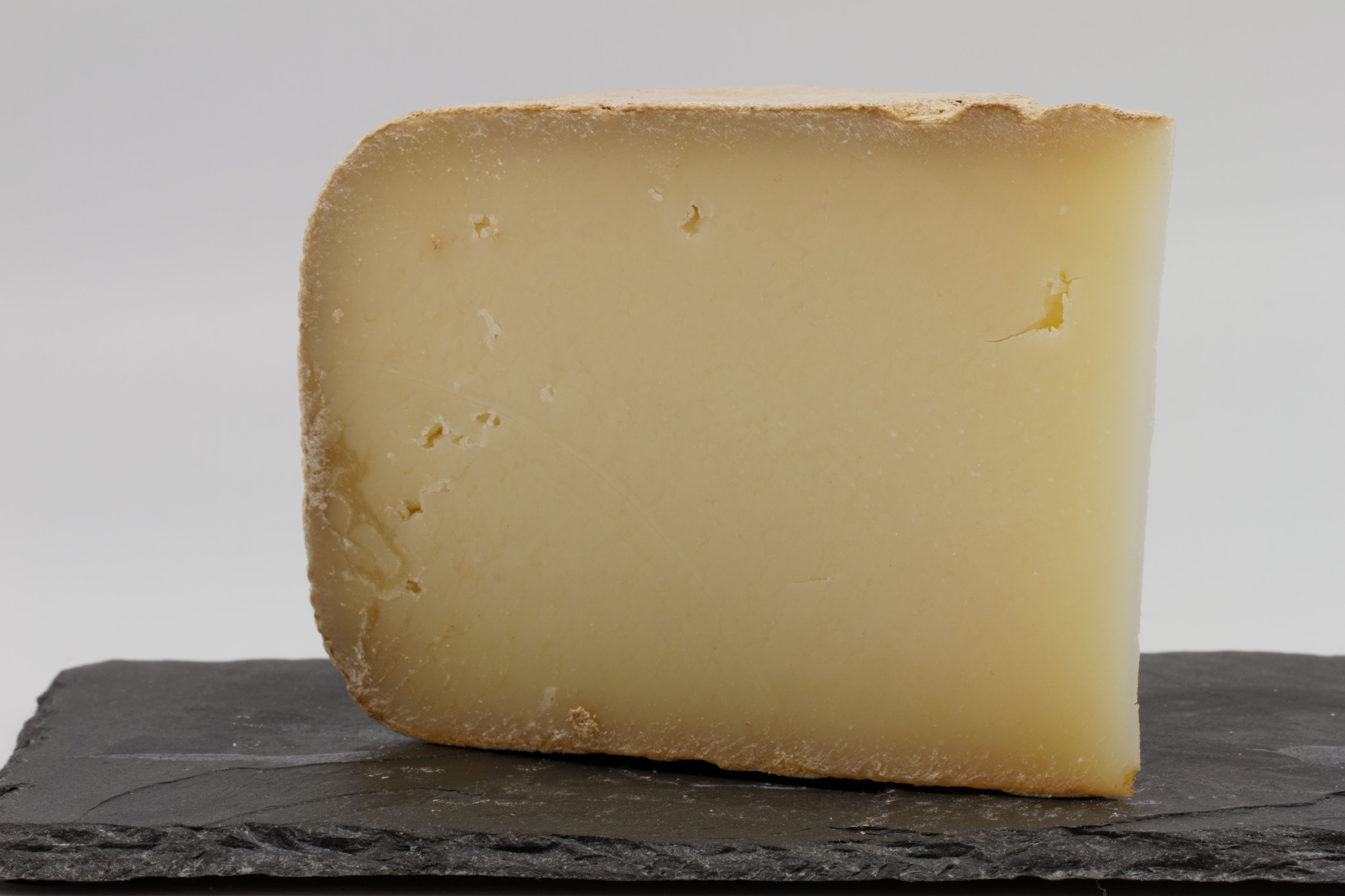
Ossau-Iraty

Landwirtschaft und Tourismus bestimmen die Wirtschaft der Gemeinde. Lées-Athas liegt in den Zonen AOC des Ossau-Iraty, eines traditionell hergestellten Schnittkäses aus Schafmilch und des Schinkens „Kintoa“.

### Bildung
Die Gemeinde verfügt über eine öffentliche Grundschule.

### Sport und Freizeit
Der Fernwanderweg GR 10 von Hendaye am Atlantik nach Banyuls-sur-Mer am Mittelmeer führt durch Teile des Gemeindegebiets.
Das Val de Copen auf den Gebieten der Gemeinden Lées-Athas und Lescun ist mit einer artenreichen Flora und Fauna eine der geschützten Naturstätten der Pyrenäen.

### Verkehr
Lées-Athas ist erreichbar über die Route nationale 134 und über die Routes départementales 237 und 441.

## Persönlichkeiten
Bernard Pourailly, geboren am 21. Juni 1775 in Lées-Athas, gestorben am 30. Juni 1828 in Paris, war ein französischer General während der Französischen Revolution und des ersten Kaiserreichs.